# Câmara Municipal da Cidade Velha em Toruń

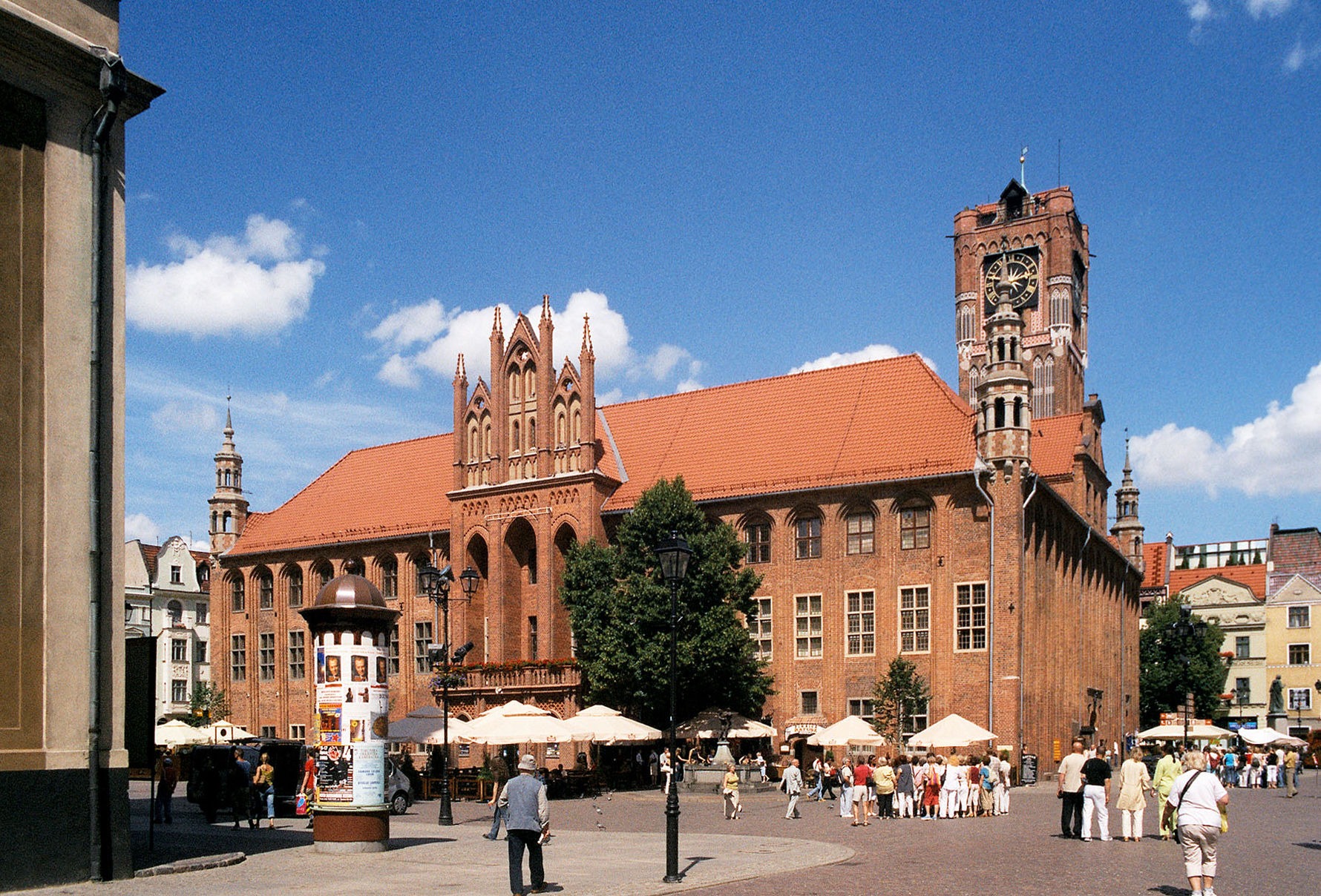
A vista para Câmara Municipal do lado ocidental

Câmara Municipal da Cidade Velha em Toruń - o edifício principal civil da Cidade Velha em Toruń, o edifício gótico foi construído em partes ao longo do século XIII e XIV, reconstruído no século XVII e restaurado depois de demolições no século XVIII, um dos mais excelentes exemplos da arquitectura medieval da burguesia na Europa central, a sede principal do Museu Regional em Toruń.  

## Localização
A Câmara Municipal fica no terreno do Complexo da Cidade Velha, no Mercado da Cidade Velha.

## História

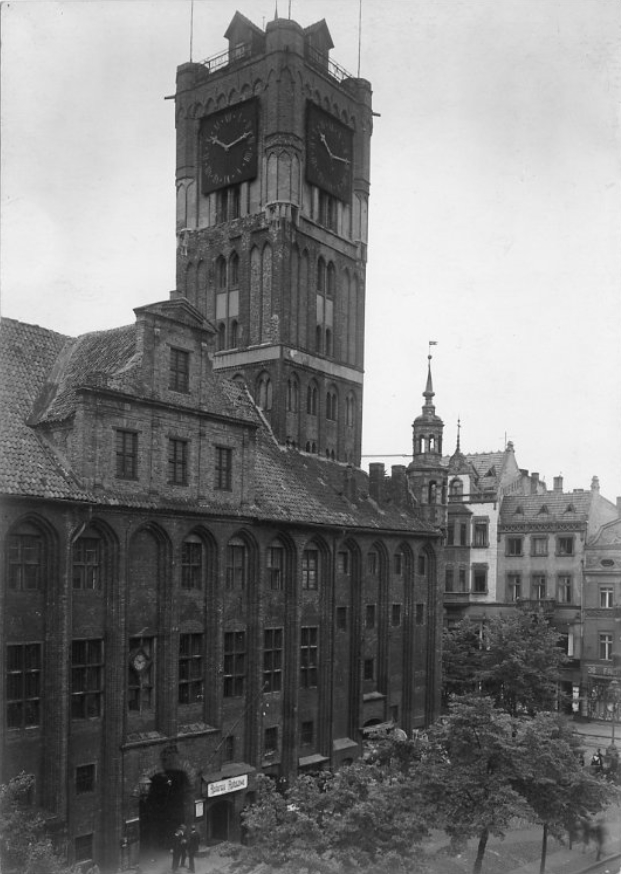
Câmara Municipal no período de Entreguerras

A urbanização original no mercado central cresceu gradualmente durante do século XIII e XIV. A Casa do Comerciante, onde ficava o mercado de tecidos, foi construído provavelmente no lugar da parte ocidental atual da Câmara Municipal na base do privilégio do Mestre prusso Gerhard von Herzberg de 1259. De 1274 vem outro privilégio para construção da torre e umas barracas de pão, no lugar de hoje parte oriental da Câmara Municipal. Segundo a reconstrução de E. Gąsiorowski, no fim do século XIII a urbanização do Mercado da Cidade Velha compõe-se de 2 edifícios alongados e postos paralelamente. Do lado ocidental ficou-se a Casa do Comerciante com um andar, do lado oriental ficou um edifício com umas barracas. A elas aderiu, do lado sul, um torre com 2 andares adicionados em 1385 que se preservou até hoje.
A forma atual da Câmara Municipal foi posta durante do investimento nos anos 1391-1399, conduzido no estilo gótico, provavelmente sob a direção do construtor urbano polaco, o mestre André, na base do privilégio do grande mestre Konrad von Wallenrode de 1393 (o privilégio foi emitido já durante das obras). Foram demolidas os edifícios de vendedores velhos, foi deixada so a torre, foi realizada a ligação das funções administrativas, comerciais e judiciais num edifício, o que foi a solução única na Europa contemporânea. A Câmara Municipal ganhou a forma do edifício com 4 lados no plano de retangulo de dimensoes de 44 × 52 m, com o pátio interior acessível por 4 portões itinerários que ficam no centro do cada flanco. A torre foi construída no estilo de flamengas torres beffroi. A torre foi coberta por uma capacete alto gótico (destruída em 1703), constituindo um elemento da panorama da cidade antiga.
Reestruturação maneirista nos anos 1602-1605, da iniciativa do prefeito Henryk Stroband e provavelmente segundo do projeto de Antoni van Obberghen incluiu a elevação do edifício por um andar. Mas isso não destruiu o caráter gótico da Câmara Municipal porque o arquitecto prolongando nichos góticos com arcos quebrados, introduziu os elementos conhecidos da arquitectura de Gdansk - uma torrezinhas suspensas na esquinas. Reestruturação da Câmara Municipal em Toruń e a testemunha interessante do respeito do estilo gótico na obra dum arquitecto maneirista.
Em 1703 durante do cerca da cidade pelas tropas suecas, aconteceu-se o incêndio da Câmara Municipal. Em resultado disso destruiu-se quase completamente a toda decoração do interior, demoliram-se os topos, o edifício ficou até 1722 sem telhado. Nos anos 1722-1737 foram conduzidas obras de renovação - foram construídos novos topos, recriados interiores e do lado ocidental foi adicionado ryzalit do barroco tarde. Existiram também os projetos de reconstrução da toda Câmara Municipal  no estilo do barroco tarde feitas por G.B. Cocchi. Em 1869 ryzalit de barroco foi mudado para, preservado a hoje, a este no estilo neogótico. No século XIX foram feitas renovações de alguns interiores.  
Nos anos 1957-1964 foi feita a reparação geral e adaptação às necessidades do museu. Foi fortalecida a muralha e abóbadas, restauração dos interiores para rosto antigo, revelação dos elementos medievais, emparedados mais tarde. Os partes do telhado de madeira do século XVIII  foram mudados para esses feitos de aço.

Nos anos 2003-2005 foram conduzidas as obras de restauração, nos quais foi restabelecido o esplendor da torre, todas fachadas, 4 torres nas esquinas. Foi renovado o telhado e os construtores fizeram a iluminação do edifício.  

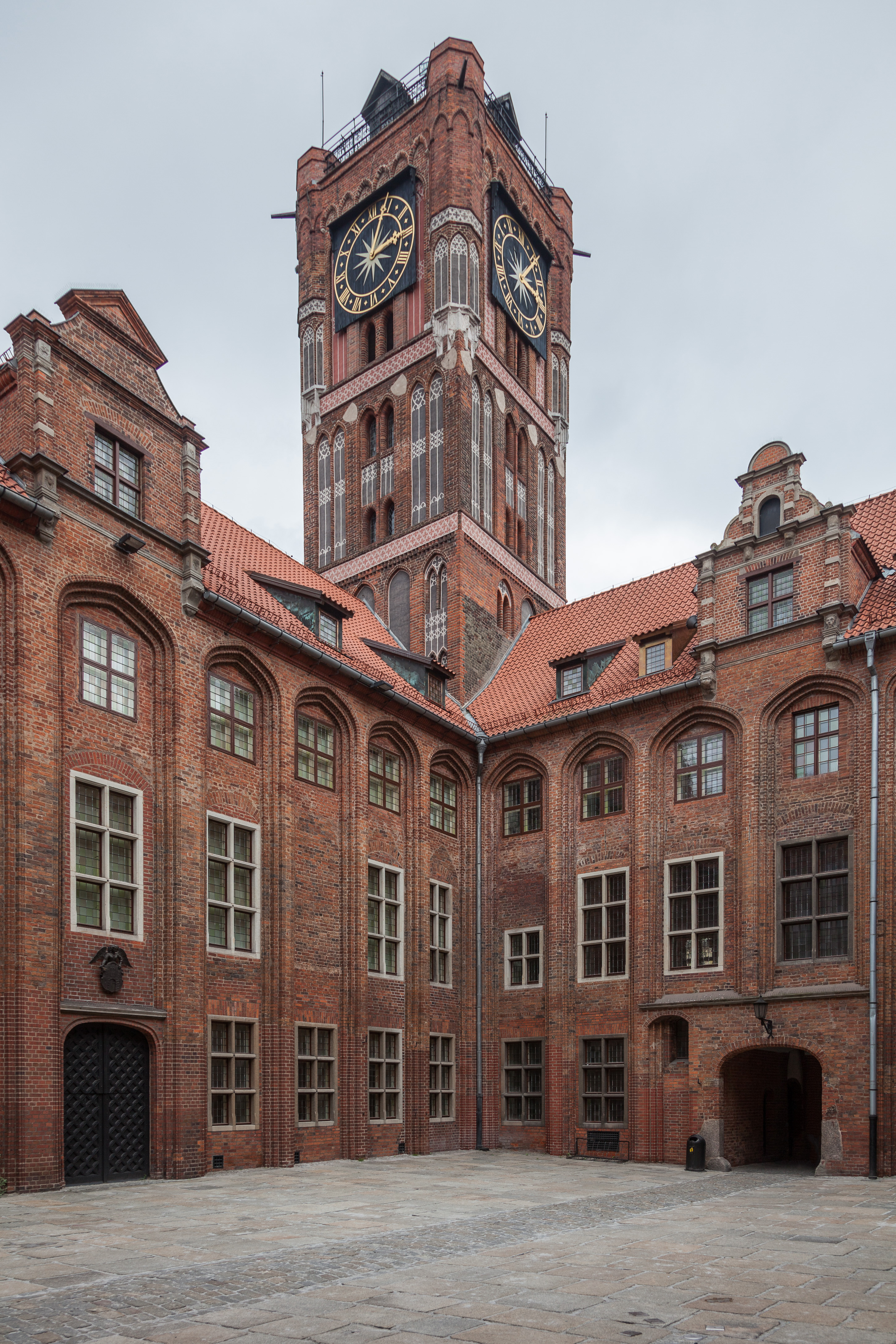
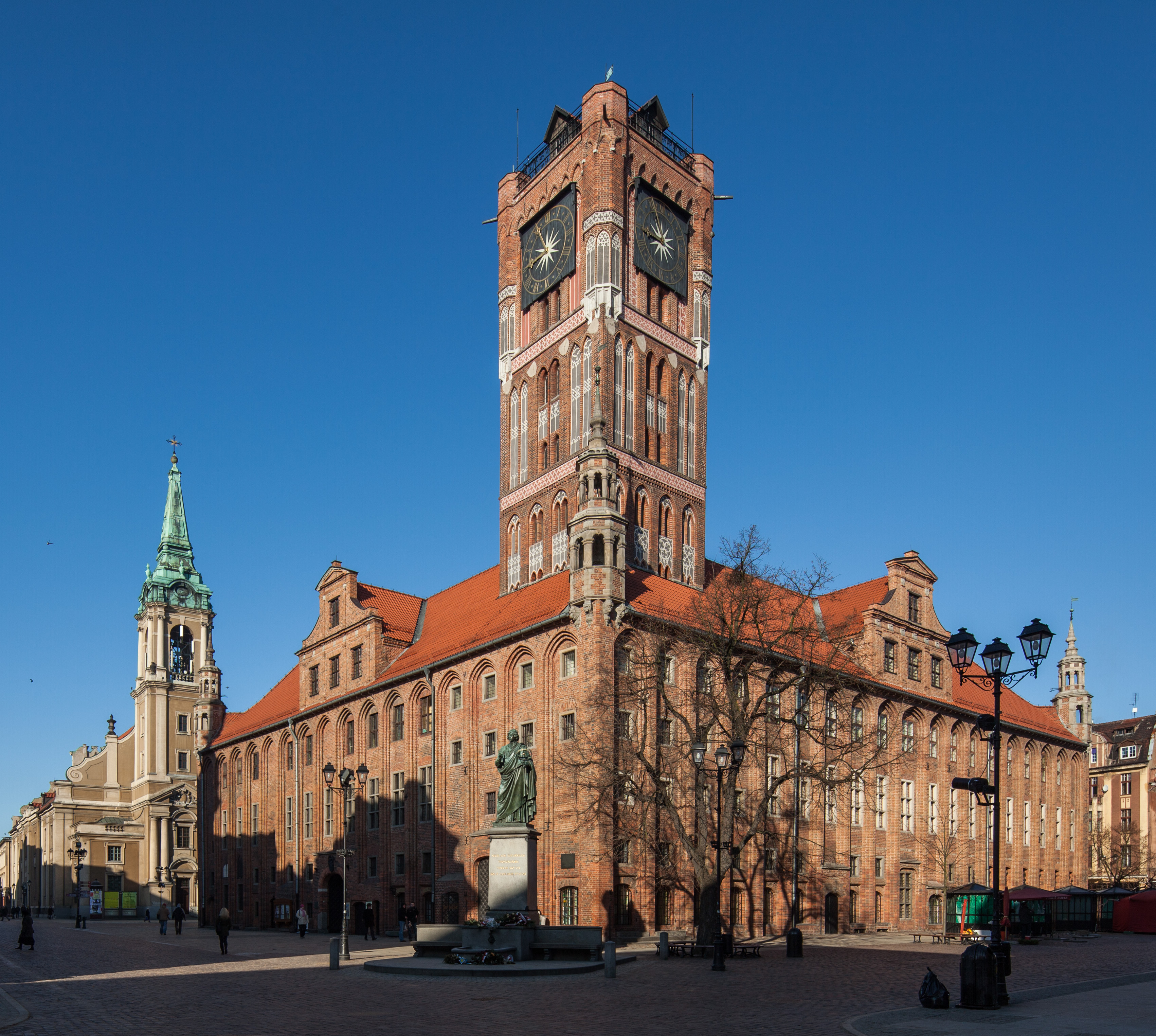
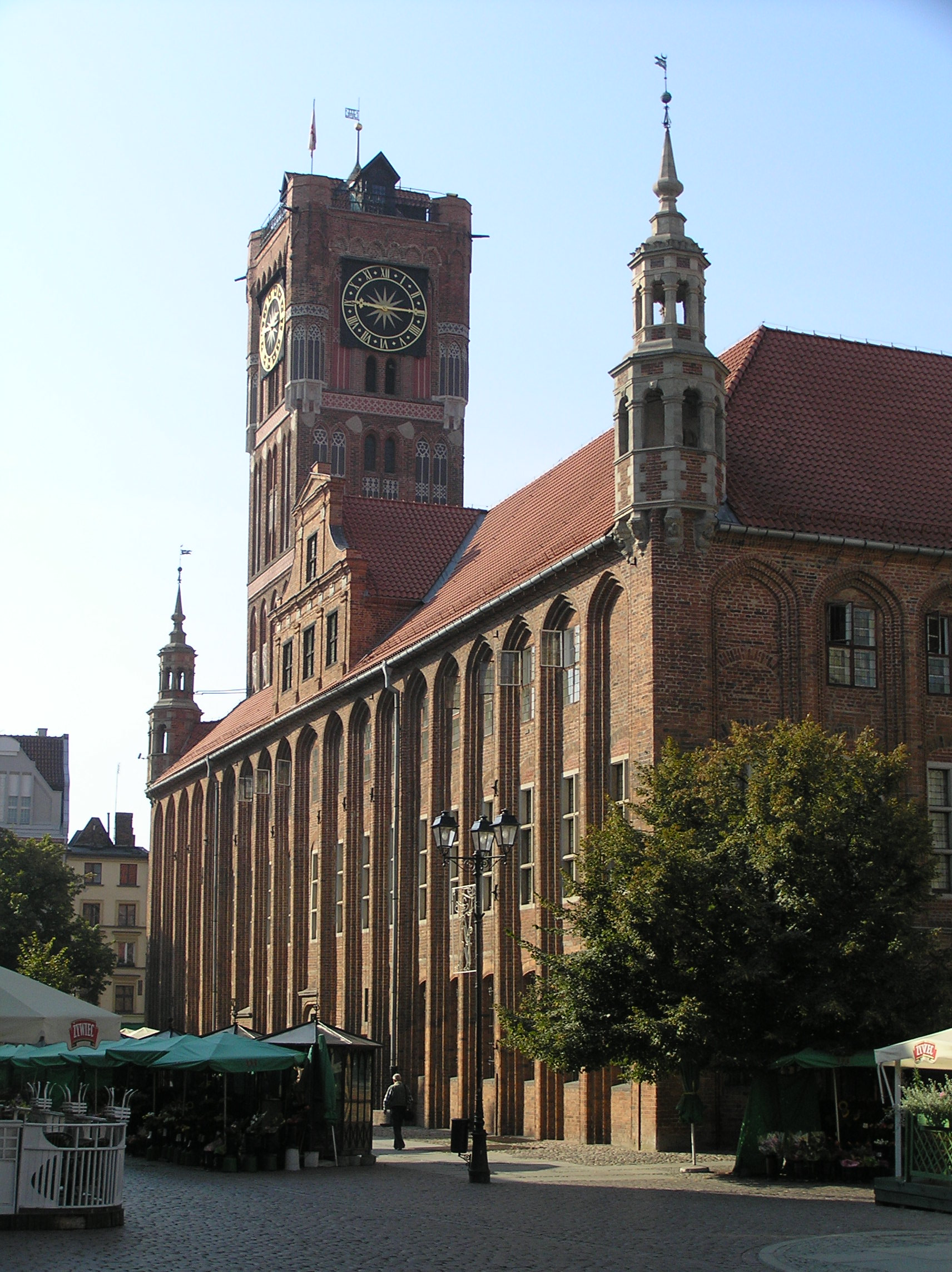
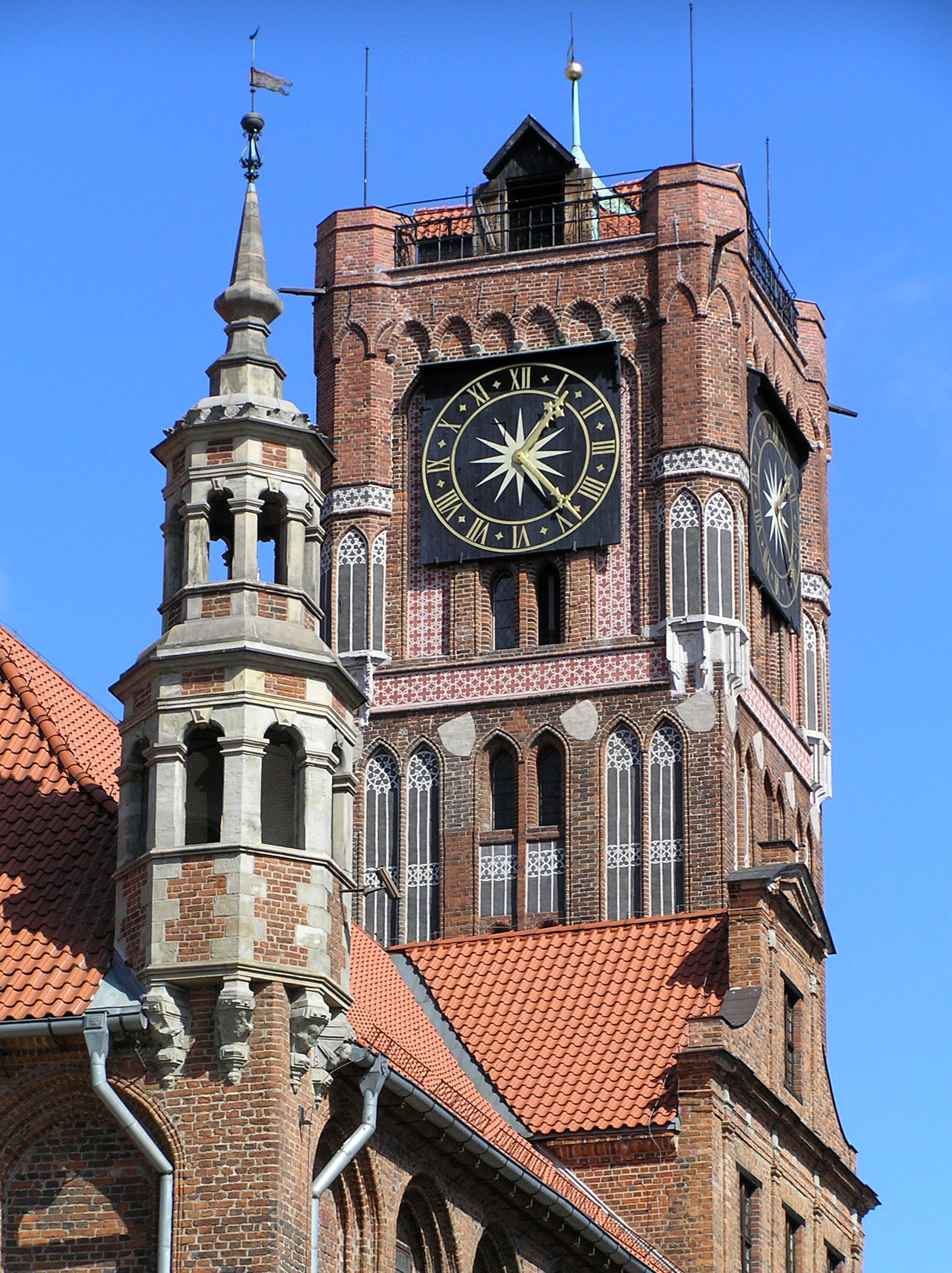
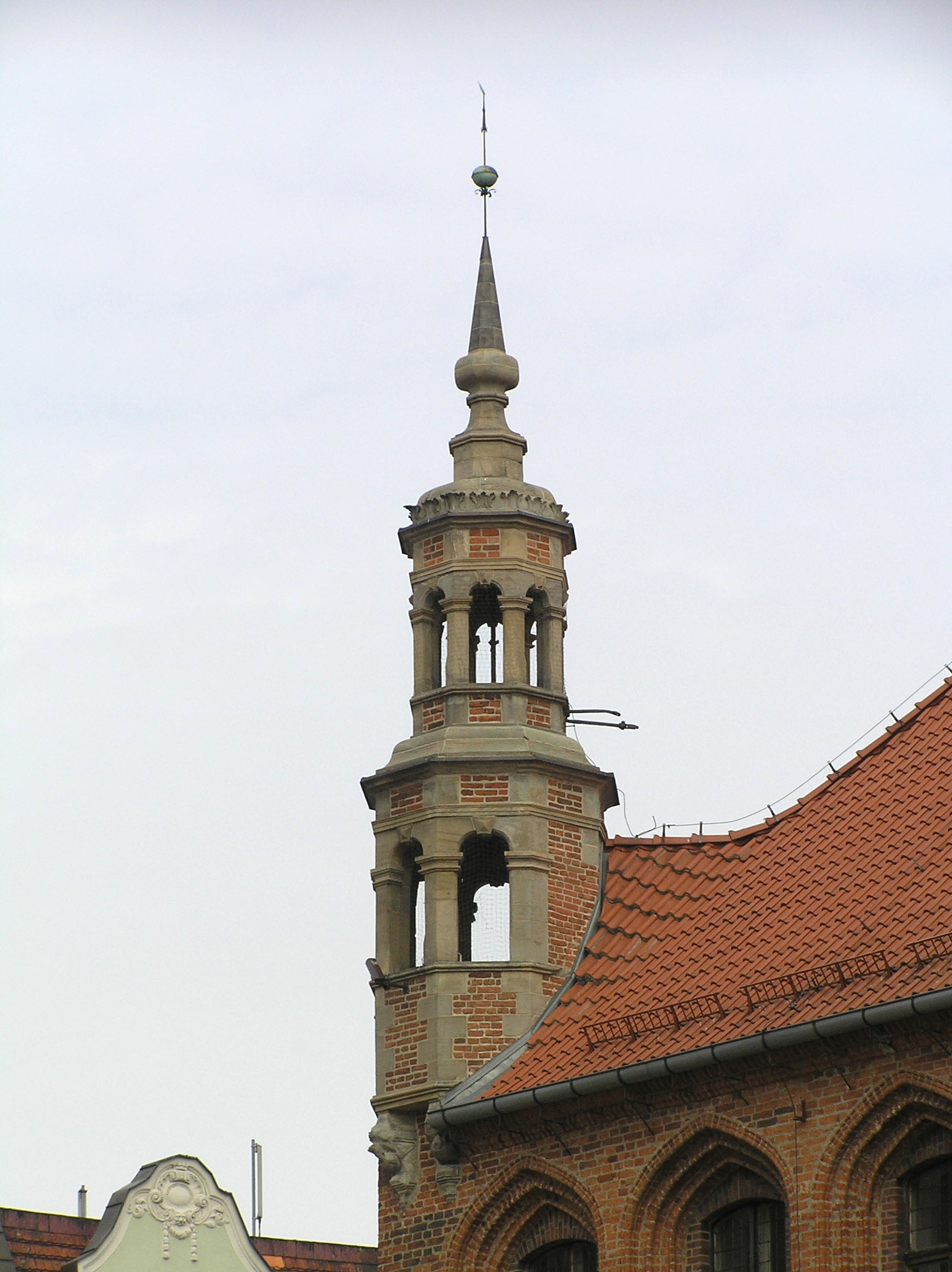
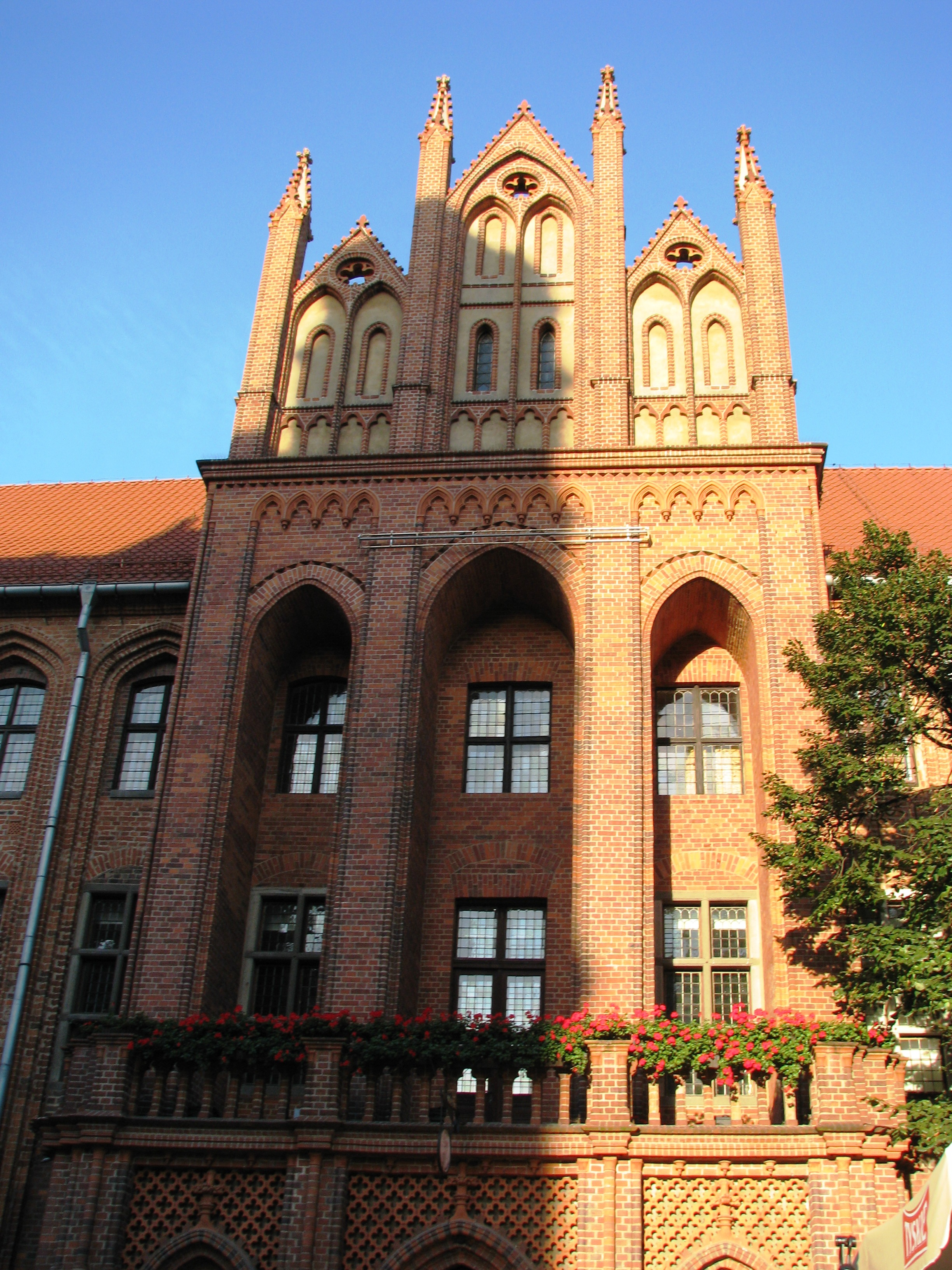
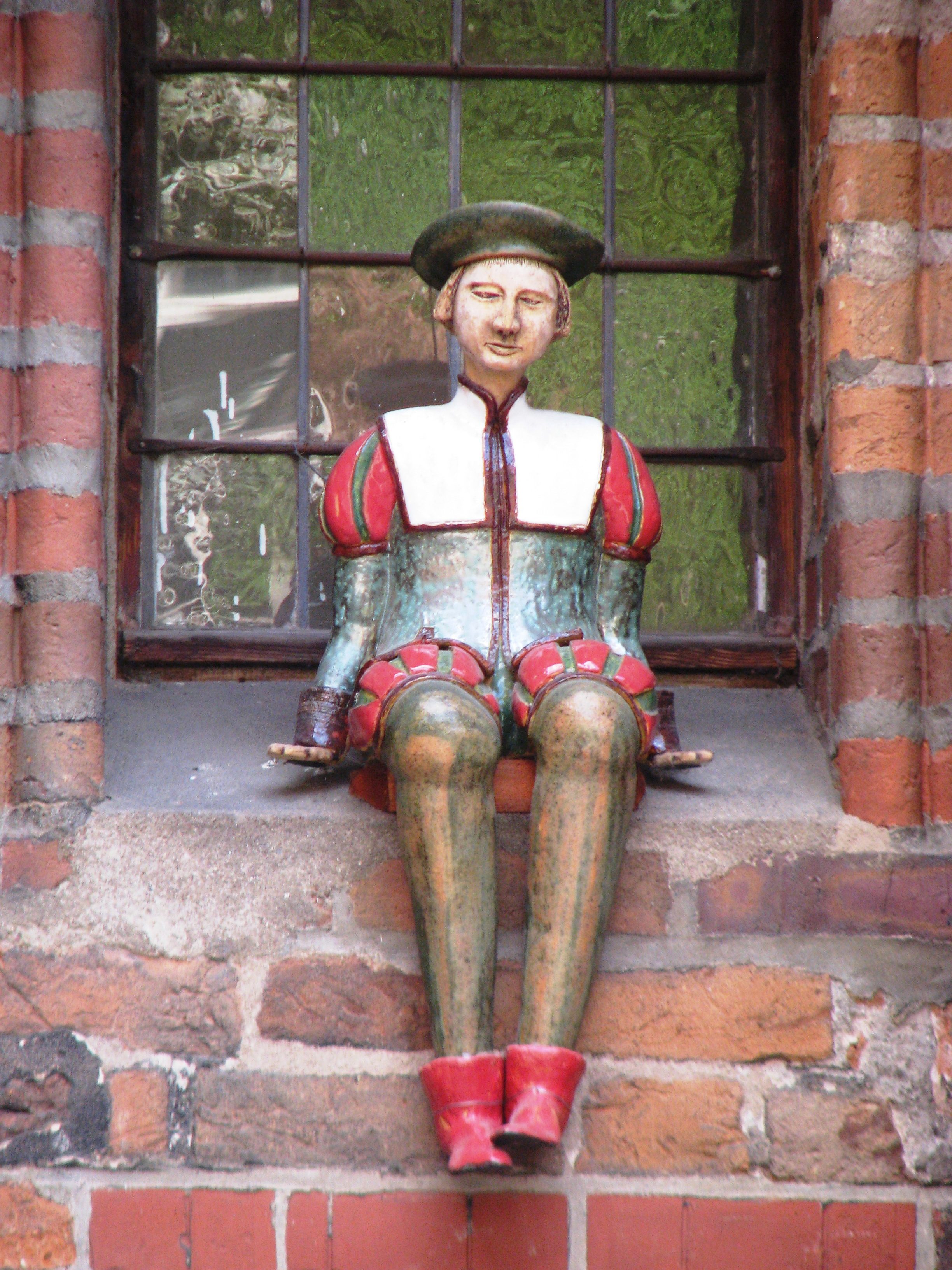

## Característica
A câmara municipal e situada perto do centro do mercado, pouco adiado ao oriente. No plano e retangular de dimensões 44 × 52 m, com o pátio interior. Na confluência das partes sul e ocidental fica torre quadrada no tipo de torres flamengas de guarda (beffroi). As todas partes da Camara e o pátio tem as porões. As abóbadas do porões sob a parte ocidental suportam-se nas colunas de pedra enormes. Uma articulação das todas fachadas (tambem esses do lado do pátio) está uniforme e constitui-se de nichos altos e estreitos. Umas esquinas estão perfiladas, nelas são suspensas torres octogonais de 2 andares.
No rés-do-chão da parte oriental ficavam tão chamadas “barracas ricas” e barracas de pão, na parte ocidental ficava o mercado de tecidos. Na esquina nordeste fica a câmara de antiga balança urbana, na parte norte, no oriente duma passagem fica o tribunal antigo. A maioria das salas no rés-do-chão está abobadado - barracas de pão tem abóbada costela cruzada, o mercado de tecidos, balança e tribuna tem abóbada de três suportes. Na cada parte da Câmara Municipal, no exterior como no lado do pátio, ficavam barracas, inicialmente embutidas ao edifício da Câmara Municipal e abertas só dum lado. Também não ligadas com os outros quartos do rés-do-chão. Isto obrigou o modo específico da iluminação das câmaras no meio das partes do edifício (barracas de pão, o mercado de tecidos e outros) por meio dumas janelas fixas acima de abóbadas de barracas.
O primeiro andar serviu como a parte representativa, ali ficava a Sala do Conselho, o lugar do Conselho Municipal. Uma decoração rica dos anos 1602-1603, destruída num incêndio em 1703, compunha-se de painéis nas paredes com pinturas dum pintor de Gdańsk Anton Moller e pinturas no teto. Podemos suportar que a riqueza dessa câmara foi parecida como na Sala Vermelha da Câmara Municipal em Gdańsk. A câmara mais grande no andar, a Grande Sala Burguês, foi o lugar dos acontecimentos importantes da cidade, aqui foram recebidos os reis como também tomaram lugar as sessões de Sejm e Sejmiki dos Estados da Prússia Real. Em 1645 foram organizadas aqui as negociações entre os protestantes e católicos, conhecidas como Colloquium charitativum.
Na esquina nordeste fica a Sala Real, na qual em 17 do Junho de 1501 morreu o rei João I Alberto da Polônia. No andar, foram preservados muitos portais e portas de madeira do tempo da construção no século XVIII, decorados pelas intársias (por exemplo as portas para câmara do Conselho de 1735 com umas figuras de Minerva e Apolo, portas para a Sala Real de 1767 com uma figura de Stanisław August Poniatowski).

O segundo andar, adicionado nos anos 1602-1605 serviu como um arsenal, como também uma biblioteca que queimou-se em 1703. 

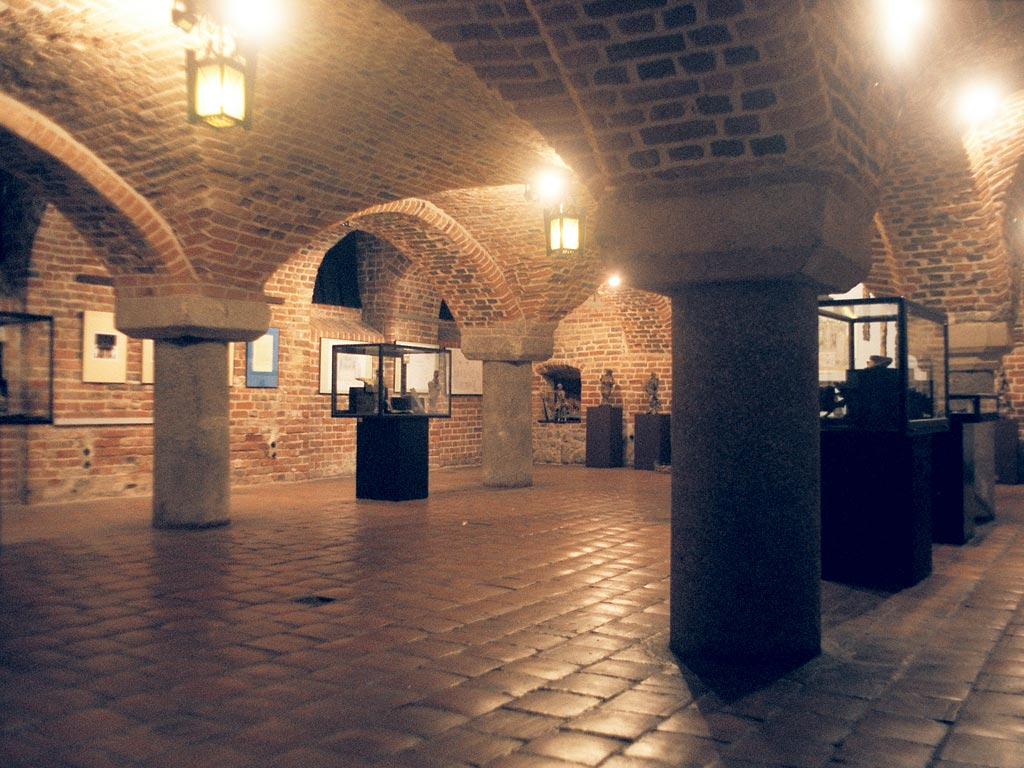
Porão de Gdańsk abaixo da parte ocidental
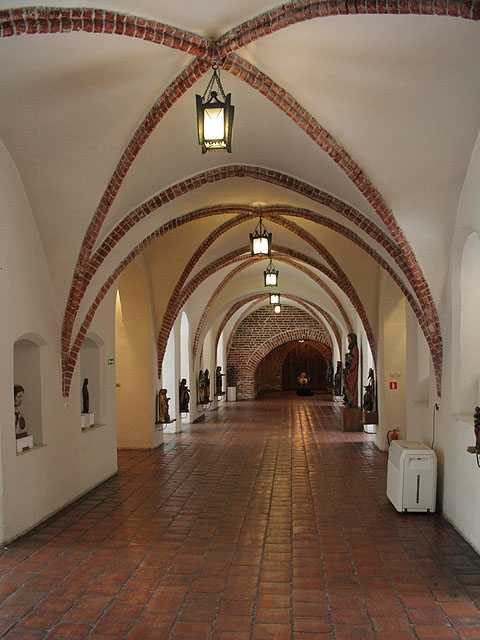
Bancas de pão antigas no rés-do-chão da parte oriental, atualmente galeria da arte gótica
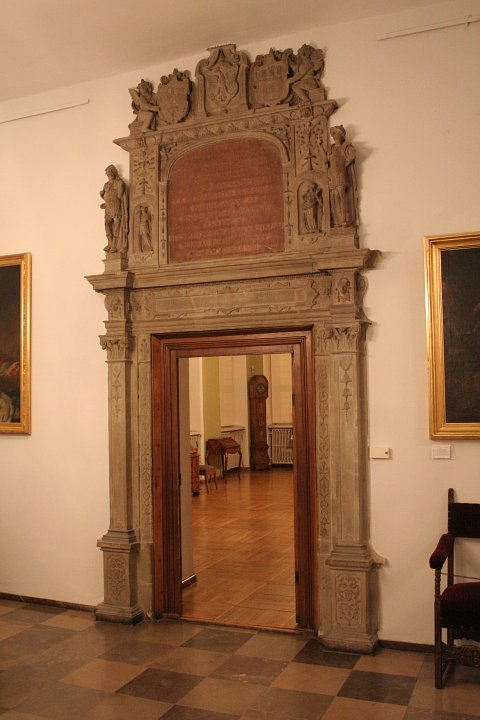
Portão a câmara real, feita durante da reconstrução nos anos 1602-1605
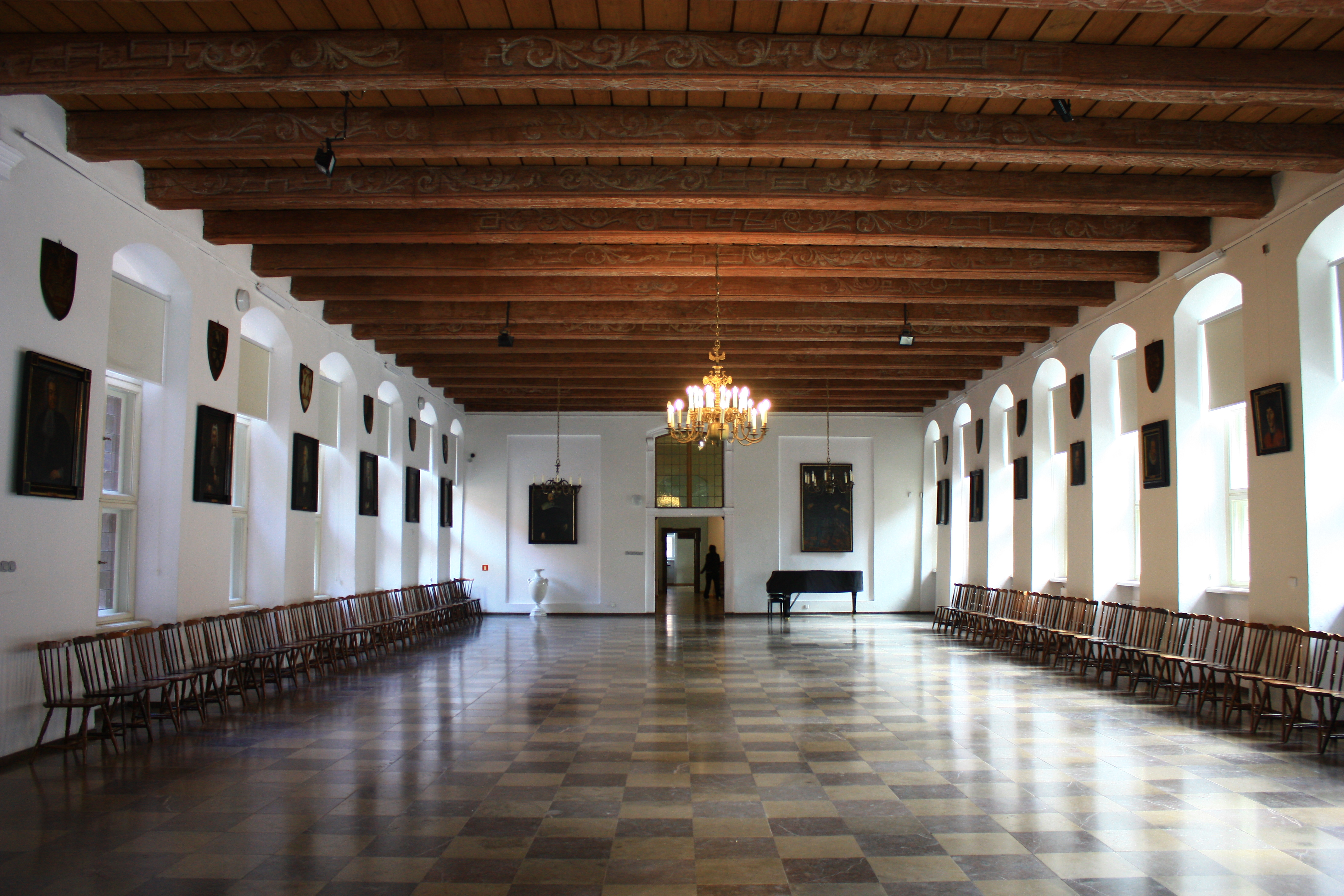
Câmara Grande (Burguês)
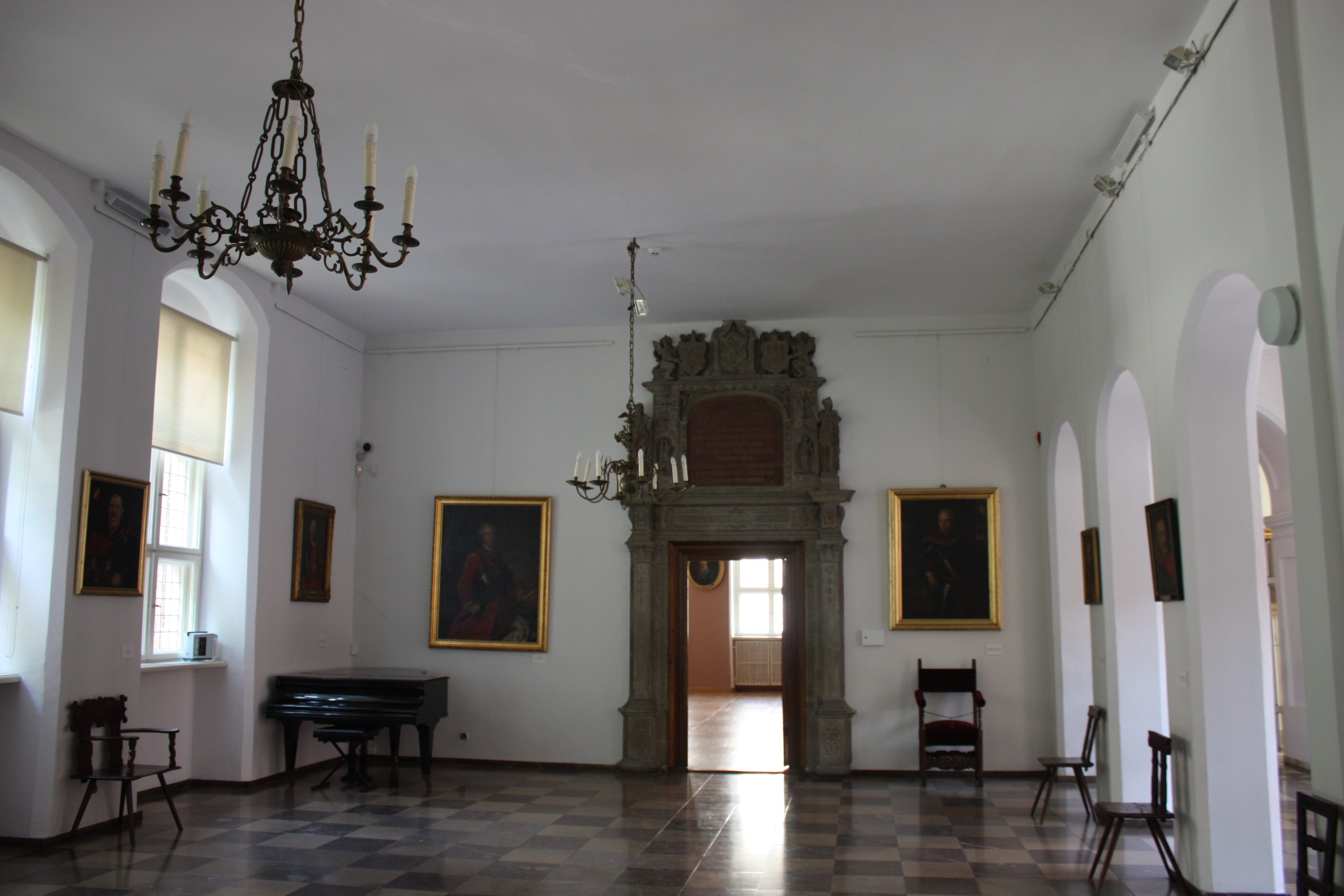
Salão perante Câmara Real
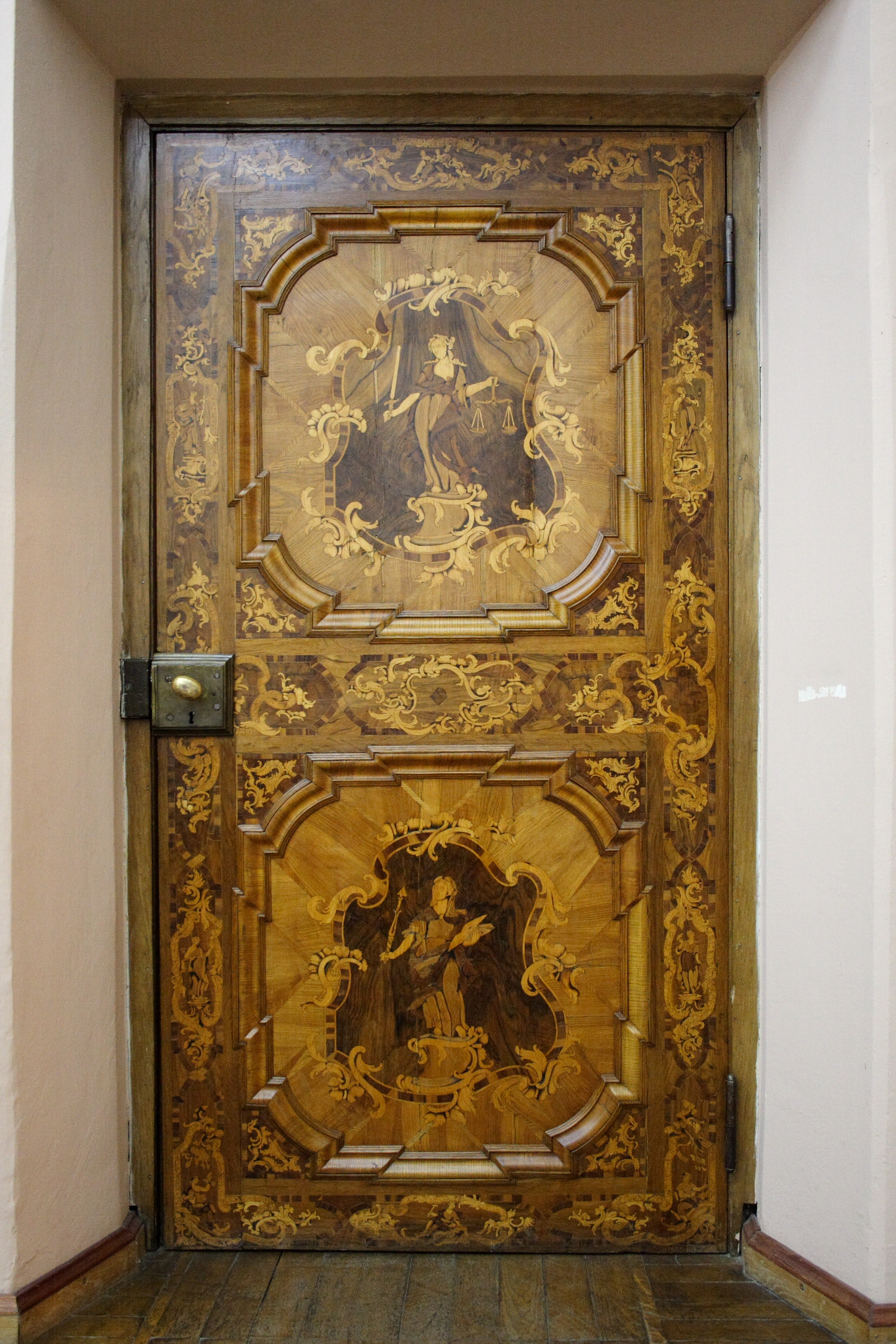
Portas de madeira no estilo rococó para a Câmara Judicial, feitas em 1760

## Coleção
Atualmente na Câmara Municipal a sua sede tem o filial principal do Museu Regional. No rés-do-chão da parte oriental foram colectados as coleções da arte gótica e de gótico tarde, principalmente de Toruń e territorio de Silesia (Brzeg, Wrocław). O objeto mais valioso, na coleção da galeria da arte gótica, são vitrais do século XIV das igrejas de Toruń e Chełmno. Na parte ocidental ficam coleções de artesanato artístico medieval e moderno de Toruń, incluindo umas formas de madeira para fazer um pão de mel e uns fragmentos decorativos de pedra dum castelo teutônico que provém do século XVII e XVIII. O primeiro andar serve para a galeria da pintura dos tempos modernos e moderna. A Câmara Burguês contém a galeria de retratos burgueses de Trouń dos séculos XVI-XVIII (retratos de Nicolau Copérnico, Henryk Strobanda e esses pintados por Bartłomiej Strobl) e apesar disso, umas pinturas de Matejko, Witkacy, Krzyżanowski, Malczewski, Fałat. O segundo andar é reservado para exposições temporárias.